# Ahlen Vandtårn
Ahlen Vandtårn er et industrielt monument og vartegn i Ahlen, Tyskland. 
Den kugleformede vandtank er 44 meter høj og har en kapacitet på 1000 m3. Fra 1915 til 1917 var tårnet den eneste vandleverandør for Westfalen mine og minekolonien bygget i 1892 af Gelsenwasser AG. 
I dag er det karakteristiske blå vandtårn er vartegn samt et historisk eksempel på den tidlige udvikling af nitteteknikken i begyndelsen af det 20. århundrede.
51°44′29″N 7°54′21″Ø / 51.7415°N 7.90582°Ø